# Handrup
Die Gemeinde Handrup ist eine Gemeinde in der Samtgemeinde Lengerich im Landkreis Emsland in Niedersachsen.

## Geographie

### Geographische Lage
Handrup liegt ca. 20 km östlich der Ems, des Dortmund-Ems-Kanals und der Stadt Lingen. Der Ortsteil Stroot entwickelte sich in den letzten Jahren zum neuen Ortskern.

### Nachbargemeinden
Nachbargemeinden sind im Nordosten die Gemeinde Wettrup, im Osten die Gemeinde Bippen und die Stadt Fürstenau beides in der Samtgemeinde Fürstenau im Landkreis Osnabrück, im Süden die Gemeinde Andervenne in der Samtgemeinde Freren und im Westen die Gemeinde Lengerich.

### Gemeindegliederung
- Hestrup
- Dorf
- Flaken
- Steppenberge
- Neuengraben
- Stroot

## Einwohnerzahlentwicklung
|         | 1880 | 1900 | 1925 | 1933 | 1939 | 1950  | 2015 |
| ------- | ---- | ---- | ---- | ---- | ---- | ----- | ---- |
| Handrup | 652  | 705  | 763  | 856  | 726  | 1.006 | 836  |

## Politik

### Gemeinderat
Der Gemeinderat hat neun gewählte Mitglieder. Die Ratsmitglieder werden durch eine Kommunalwahl für jeweils fünf Jahre gewählt. Die aktuelle Amtszeit begann am 1. November 2021 und endet am 31. Oktober 2026.
| Partei | 2021 | 2016 |
| ------ | ---- | ---- |
| CDU    | 9    | 9    |

### Bürgermeister ab 1918
- 1918–1935 Heinrich Schomaker
- 1935–1945 Josef Giese
- 1945 Clemens Hesemann sen. MdB (nur für einige Tage, danach wurde er zum Landrat des Landkreises Lingen gewählt)
- 1945–1976 Anton Triphaus
- 1976–1991 Clemens Hesemann jun.
- 1991–2016 Josef Stockel
- seit 2016 Josef Mauentöbben

## Sport

### SV Lengerich-Handrup
Der Sportverein Lengerich-Handrup wurde 1946 gegründet und war lange Zeit der einzige Sportverein der Gemeinden Lengerich und Handrup.
Nähere Informationen unter: Lengerich (Emsland)#SV Lengerich-Handrup

### VfL Handrup
Der Verein für Leibesübungen Handrup wurde am 20. September 1958 ausschließlich von Geistlichen, Lehrern und Schülern des Herz-Jesu-Klosters in Handrup gegründet. Anfangs wurden die Sportarten Leichtathletik, Faustball und Ringtennis betrieben. Ab 1967 wurde dann auch Volleyball gespielt. Die Volleyballmannschaft des VfL Handrup war die erste Mannschaft des damaligen Landkreises Lingen, die an Punktspielen teilnahm. Später kamen dann noch die Sportarten Turnen, Tischtennis, Schwimmen und Judo dazu. Im Judo konnten in den 1970er Jahren einige niedersächsische und norddeutsche Meisterschaften gewonnen werden.
Von 1973 bis 1976 nahm eine Jugendmannschaft am Punktspielbetrieb im Fußball teil, blieb aber erfolglos, sodass der Fußball dem SV Lengerich-Handrup überlassen wurde. Gegen Ende der 1970er Jahre wurden die Aktivitäten des Vereins notgedrungen geringer, denn die Zahl der Internatsschüler nahm stetig ab. Zu dieser Zeit konnten dann auch Bewohner der umliegenden Gemeinden dem Verein beitreten. Da zuletzt kaum noch Schüler im Internat wohnten, schliefen die sportlichen Aktivitäten im Verein ganz ein. Der Verein blieb jedoch bestehen.
Nach Absprache mit dem damaligen Vereinsvorsitzenden wurde der VfL Handrup von der Klostergemeinschaft übernommen. Auf der ersten Generalversammlung am 4. März 1988 wurde von den Mitgliedern eine neue Satzung verabschiedet und ein neuer Vorstand gewählt. Der Verein war nun eigenständig und begann mit dem Aufbau einer Tennisabteilung.
Heute stellt der Tennis die Hauptsparte des VfL da. Außer Tennis betreibt der Verein heute noch ein Blasorchester, eine Damengymnastik- und eine Volleyballabteilung sowie eine Rückenschule.

## Geschichte
- Um 800 v. Chr.: erste Ansiedlungen am Handruper Esch
- Um 500 v. Chr. bis 400 n. Chr.: neue Ansiedlungen von Mitgliedern sächsischer Stämme
- Um 100 v. Chr.: Entstehung der ersten Höfe in der Nähe der Esche
- 890 n. Chr. 1. urkundliche Erwähnung im Heberegister des Klosters Werden/Ruhr, allerdings als Herst=Hersindrophe, was so viel heißt wie Pferdedorf
- Um 950: Eingliederung in die Pfarrei Lengerich
- 1619: Erste Vermessungen der Eschländereinen
- 1812–1815: Sog. Franzosenzeit mit ständigen Requirierungen
- 1818: Bau der Schule
- 1863: Bau einer Lehrerwohnung
- 1870: Beginn der Markenteilung
- 1911: Verkoppelung der Eschländereinen
- 1921–1923: Bau des Klosters
- 1924: Bau der Kirche
- 1932: Reichspräsidentenwahl, Ergebnis in Handrup: von Hindenburg 355, Hitler 11 Stimmen
- 1936: Bau des Sportplatzes auf dem Mühlenberg
- 1938: Flüchtlinge aus dem Sudetenland in Handrup
- 1945: Vertriebene aus Ostpreußen und Schlesien in Handrup
- 1955: Umbau der Schule
- 1958: Gründung des VfL Handrup
- 1963: Weihe der drei neuen Kirchenglocken
- 1965: Flurbereinigung und Entwässerung, Gestaltung des Eckelschloots
- 1968: 1. Umbau der Kirche
- 1971: Gründung des Kindergartens für die Gemeinden Handrup und Wettrup
- 1972: Orkanartiger Sturm mit schlimmen Schäden
- 1974: Bildung der Samtgemeinde Lengerich aus den Gemeinden Bawinkel, Lengerich, Gersten, Handrup, Langen und Wettrup
- 1976: 250 Jahre Schützenverein Handrup e. V.
- 1982: Dorferneuerung in Handrup
- 1984: Abschluss der Flurbereinigung und der Dorferneuerung mit einem großen Dorffest
- 1987: Eiskatastrophe in Handrup
- 1988: „Neugründung“ des VfL Handrup
- 1996: Neubau der Grundschule in der Nähe des Klosters
- 2002: 2. Umbau der Kirche

## Sehenswürdigkeiten
- Hesemanns Mühle (Wassermühle, die 1811 erbaut wurde)
- Herz-Jesu-Kloster (erbaut 1921–1926)
- Herz-Jesu-Pfarr- und Klosterkirche (erbaut 1926–1927)
- Echelsloot[4] Ringgraben mit Insel

## Schulen
Handrup hat neben einer Grundschule ein Gymnasium. Das Gymnasium Leoninum in Handrup ist eine freie, staatlich anerkannte katholische Schule in der Trägerschaft der Herz-Jesu-Priester. Es versteht sich als ein altsprachliches und neusprachliches Gymnasium mit naturwissenschaftlichem Zweig. Gut 1400 Schüler besuchen die Schule in den Jahrgängen 5 bis 12, davon stammen zwei Drittel aus dem Landkreis Emsland und ein Drittel aus dem Landkreis Osnabrück. Am Leoninum arbeiten 100 Lehrer sowie vier Patres, die der Ordensgemeinschaft der Herz-Jesu-Priester angehören.

## Persönlichkeiten

### Söhne und Töchter der Gemeinde
- Joseph Deters (1887–1958), deutscher links-katholischer Politiker zur Zeit der Weimarer Republik
- Clemens Hesemann (1897–1981), deutscher Politiker (CDU), MdB, MdL (Niedersachsen)